# Harbor
Harbor è il settimo album in studio del gruppo folk rock statunitense America, pubblicato nel 1977.

## Tracce
Side 1
1. God of the Sun (Gerry Beckley) – 3:11
2. Slow Down (Dan Peek) – 3:11
3. Don't Cry Baby (Peek) – 3:18
4. Now She's Gone (Beckley) – 2:25
5. Political Poachers (Dewey Bunnell) – 2:39
6. Sarah (Beckley) – 2:42

Side 2
1. Sergeant Darkness (Beckley) – 2:54
2. Are You There (Bunnell) – 2:51
3. These Brown Eyes (Peek) – 2:32
4. Monster (Beckley) – 2:00
5. Hurricane (Peek) – 2:29
6. Down to the Water (Bunnell) – 2:35